# Editura Albatros (Polonia)
Wydawnictwo Albatros (în română: „Editura Albatros”) este o editură poloneză din Varșovia. A fost înființată în noiembrie 1994 de Andrzej Kuryłowicz, director al editurii și redactor-șef este Aleksandra Saługa, fiica lui Andrzej Kuryłowicz.
Până în 2014, ea a fost formată din două divizii, Wydawnictwo Albatros A. Kuryłowicz și Wydawnictwo Aleksandra i Andrzej Kuryłowicz s.c.
Albatros publică ficțiune și non-ficțiune contemporană, în principal traduceri din limba engleză, franceză și spaniolă. Până la sfârșitul anului 2016, au fost publicate în total aproape 1.500 de titluri (inclusiv autori precum: Stephen King, John Grisham, Tess Gerritsen, Harlan Coben, Mariusz Czubaj, Lucinda Riley, Robert Harris și laureatul Premiului Nobel Kazuo Ishiguro).
La sfârșitul anului 2010, editura Albatros a intrat pe piața cărților electronice  ca una dintre primele edituri din Polonia. În prezent, pentru majoritatea titlurilor, edițiile de cărți electronice sunt lansate în aceeași zi cu ediția tradițională de carte tipărită.
Editura Albatros își publică și titlurile sub formă de cărți audio – care pot fi descărcate ca fișiere MP3 sau disponibile pentru cumpărare sub formă de CD-uri. Lectorii lor sunt actori și artiști polonezi profesioniști, cunoscuți . Printre aceștia se numără: Krzysztof Globisz (Beatrice și Virgil - de Yann Martel), Krzysztof Gosztyła (Fear Corporation - de Michael Crichton), Marian Opania (The Dark Half - de Stephen King), Jan Peszek (Zbor deasupra unui cuib de cuci - de Ken Kesey), Jacek Rozenek (Simbolul pierdut - de Dan Brown), Zbigniew Zapasiewicz (Catedrala mării - de Ildefonso Falcones), Wiktor Zborowski (Familia Borgia - de Mario Puzo). Producția și vânzarea de cărți audio până la sfârșitul anului 2014 a fost o societate în comun a editurii Albatros și Firma Księgarska Jacek Olesiejuk.
În 2011, Editura Albatros, cu 11 titluri, a ocupat locul 4 în clasamentul celor mai bine vândute cărți din Polonia, întocmit în fiecare lună de Revista Literară „Cărți”  (Magazyn Literacki „Książki”).
În 2011, Editura Albatros a fost inclusă în grupul de edituri ale căror cărți generează cele mai mari venituri pentru Azymut.
Distribuitorul exclusiv al editurii Albatros este Firma Księgarska Jacek Olesiejuk.